# Imanishi Kazuo
Imanishi Kazuo (sinh ngày 12 tháng 1 năm 1941) là một cầu thủ bóng đá người Nhật Bản.

## Đội tuyển bóng đá quốc gia Nhật Bản
Imanishi Kazuo thi đấu cho đội tuyển bóng đá quốc gia Nhật Bản từ năm 1966.

## Thống kê sự nghiệp
| Đội tuyển bóng đá Nhật Bản | Đội tuyển bóng đá Nhật Bản | Đội tuyển bóng đá Nhật Bản |
| Năm                        | Trận                       | Bàn                        |
| -------------------------- | -------------------------- | -------------------------- |
| 1966                       | 3                          | 0                          |
| Tổng cộng                  | 3                          | 0                          |